# Sammlung Bründl
Die Sammlung Bründl ist eine Privatsammlung originaler Kleidung, Jagd-, Kriegs-, Schmuck- und Gebrauchsgegenstände der Indianer, Cowboys und Pioniere aus der Zeit des Wilden Westens.

## Beschreibung
Die Sammlung umfasst über 1000 Exponate und befindet sich im Privatbesitz von Heinrich Bründl (* 1948). Sie gilt nach der Sammlung des ehemaligen Richters und Autoren Karl-Heinrich Gehricke (1929–2010) im Indianermuseum Gevezin als eine der bedeutendsten Sammlungen ihrer Art in Deutschland.
1996 wurden einzelne Exponate aus Bründls Sammlung im Rahmen einer Ausstellung des US-amerikanischen Malers Michael Coleman im Deutschen Jagd- und Fischereimuseum in München gezeigt und erweckten das Interesse des Publikums. Der anlässlich einer Sonderausstellung im Deutschen Jagd- und Fischereimuseum – bei der die Sammlung 1999/2000 erstmals in vollem Umfang gezeigt wurde – herausgegebene Ausstellungskatalog mit deutschem und englischem Begleittext zu den Exponaten diente auch Richard Kinseher als Quelle für das Buch Werk Der Bogen in Kultur, Musik und Medizin, als Werkzeug und Waffe.
Seit 2002 war die Sammlung in Form einer Wanderausstellung unter dem Titel Im Reich der Bisonjäger in mehreren deutschen Museen für die Öffentlichkeit zugänglich. Im Februar 2004 strahlte das Bayerische Fernsehen in der Reihe Zwischen Spessart und Karwendel einen Bericht über Bründl und seine Sammlung aus. Claus-Dieter Steyer stufte Mitte 2004 die Bedeutung Bründls in Fachkreisen in einem Artikel im Tagesspiegel höher als die des indianischen Schauspielers Silkirtis Nichols alias „Buffalo Child“ ein. Bründl findet als Sammler indianischer Kulturgüter in Fachkreisen auch international Erwähnung.
Im Rahmen der Wanderausstellung Mythos Wild West wurde die Sammlung 2009 auf der Oberrhein Messe in Offenburg wieder in vollem Umfang präsentiert. Im Rahmen der Eröffnung wurde die Sonderausstellung dabei von der Ethnologin Sonja Schierle erläutert, der Leiterin des Fachreferats Nordamerika und des Bereichs Museumspädagogik im Stuttgarter Linden-Museum. Die Badische Zeitung bewertete die Sammlung am 11. August 2009 mit den Worten: „Die Originalzeugnisse in der Sammlung Bründl atmen den Geist der untergegangenen Kultur der nordamerikanischen Indianer von 1850 bis 1900, der Trapper, Cowboys und Goldgräber. Sie halten sowohl einer romantischen wie auch volkskundlichen oder waffentechnischen Betrachtung mühelos stand.“

## Der Sammler Heinrich Bründl
Das kulturelle Interesse von Heinrich „Heinz“ Josef Bründl (* 1948) entstand über die Mitgliedschaft im Cowboy Club München, als er knapp 20 Jahre alt war. Nach eigenen Angaben inspirierten den gelernten Metzger Aquarelle und Stiche Karl Bodmers, der von 1832 bis 1834 mit Maximilian zu Wied Nordamerika bereiste.
In die Vereinigten Staaten reiste er erstmals 1974. Das erste originale Kleidungsstück seiner Sammlung war ein Paar Mokassins. In Deutschland gründete er eine Firma und spezialisierte sich beruflich auf den Import von Wild-West-Artikeln und Dekorationsarbeiten. So baute er originalgetreue Kulissen für Indianerlager und Saloons, stattete zahlreiche Hotels, Freizeitparks und Messen aus und gründete 1987 in Poing den Westernpark No Name City, den er bis 1995 betrieb. Er lebt in Pliening.

## Ausstellungen und Museumsleihgaben (Auswahl)
- 2009: Sonderschau Mythos Wild West, Oberrhein Messe, Offenburg
- 2009: Sonderschau Mythos Wild West, Messe Wächtersbach[4]
- 2008: Sonderausstellung Im Reich der Bisonjäger, Stadtmuseum Ingolstadt[16]
- 2004/2005: Sonderausstellung Im Reich der Bisonjäger, Museum am Schölerberg, Osnabrück[17]
- 2003/2004: Sonderausstellung Im Reich der Bisonjäger, Lokschuppen Rosenheim[18]
- 2003: Sonderausstellung Der edle Wilde, Mennonitenkirche Neuwied
- 2002/2003: Sonderausstellung Im Reich der Bisonjäger, Museum Wiesbaden Naturhistorische Sammlungen[19]
- 2002: Leihgabe für Sarrasani, Stadtmuseum Dresden
- 2002: Leihgabe für Wakan Tanka – Leben und Kultur der Indianer der Prärie, Museum Kloster Asbach[20]
- 2000: Sonderausstellung Indianer und der Wilde Westen, Niederbayerisches Archäologiemuseum, Landau an der Isar
- 1999/2000: Sonderausstellung Indianer und der Wilde Westen, Deutsches Jagd- und Fischereimuseum, München[21]